# Alexis de Chateauneuf

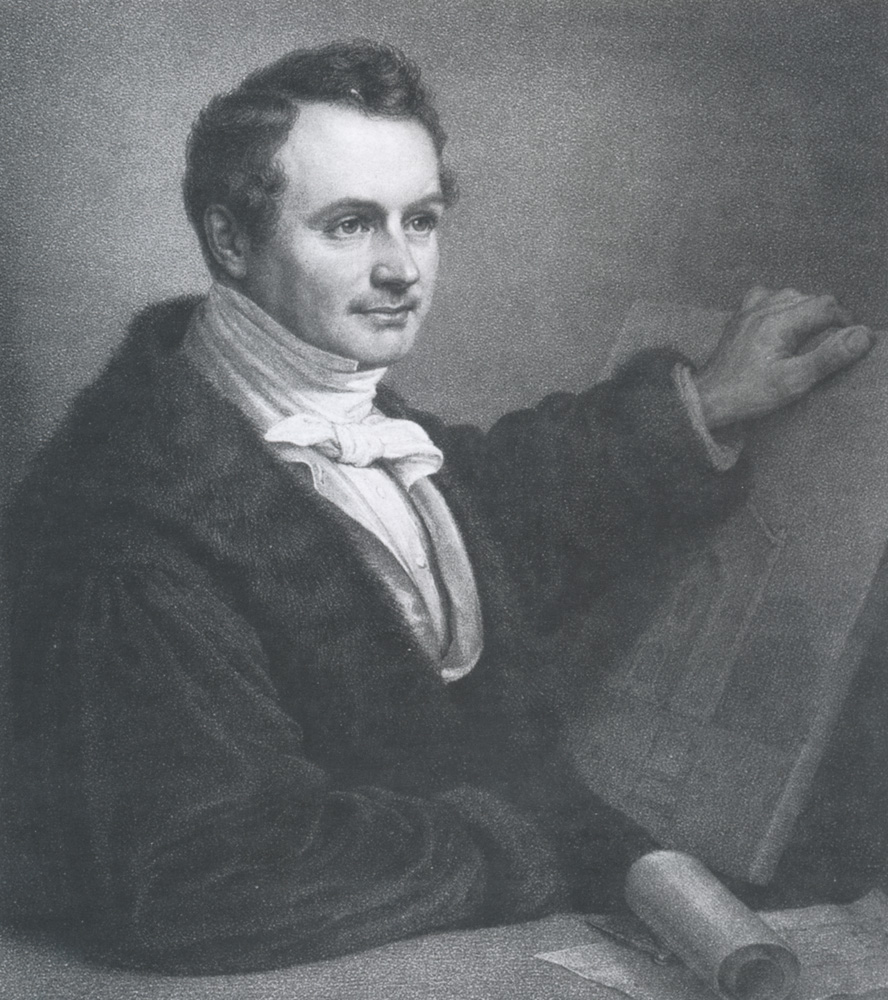
Alexis de Chateauneuf

Alexis de Chateauneuf (* 18. Februar 1799 in Hamburg; † 31. Dezember 1853 ebenda) war ein deutscher Architekt und Stadtplaner. Neben seiner Vaterstadt wirkte er auch in London und Oslo und gilt als einer der Pioniere in der Erneuerung der Backsteinarchitektur in Hamburg.

## Leben

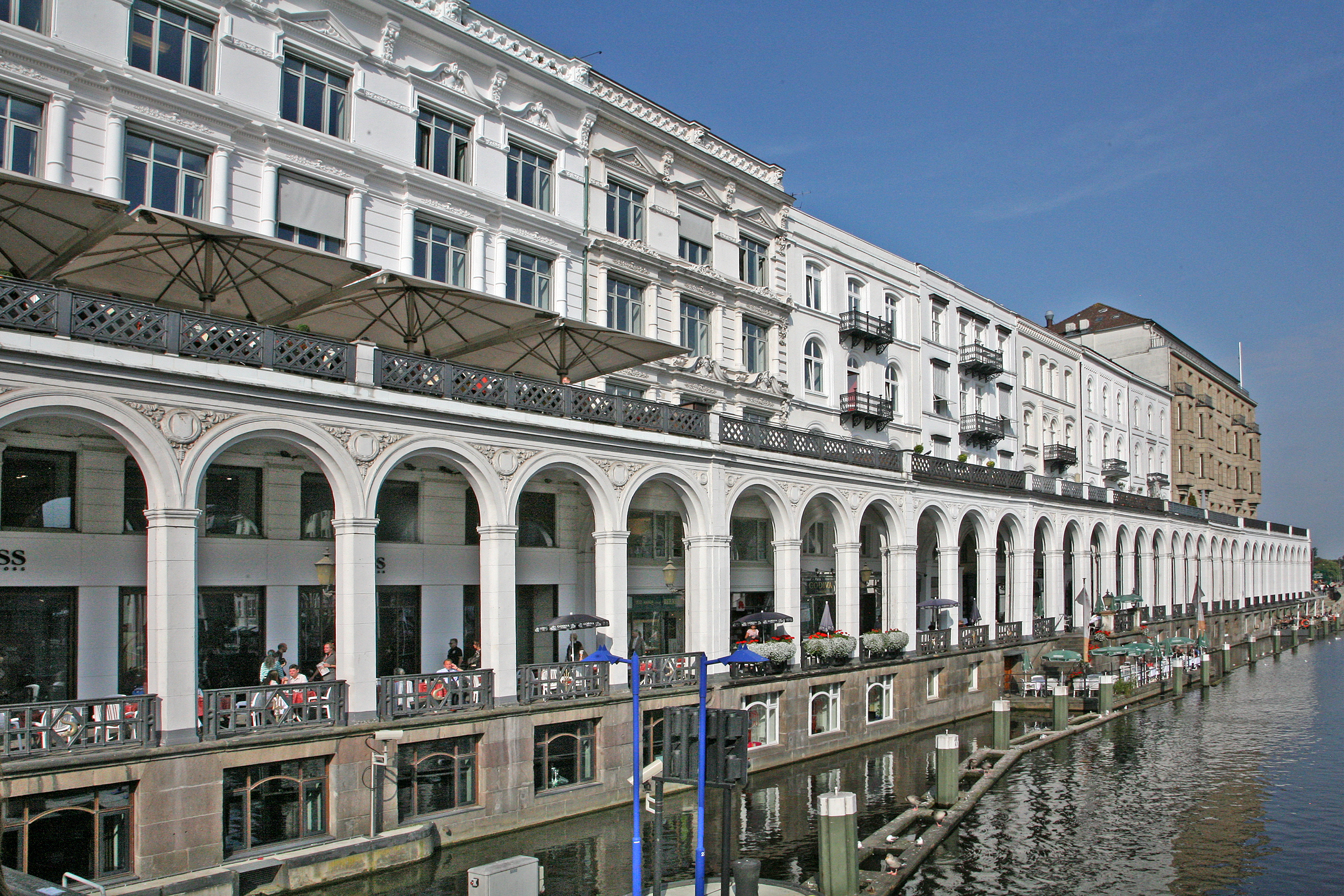
Alsterarkaden

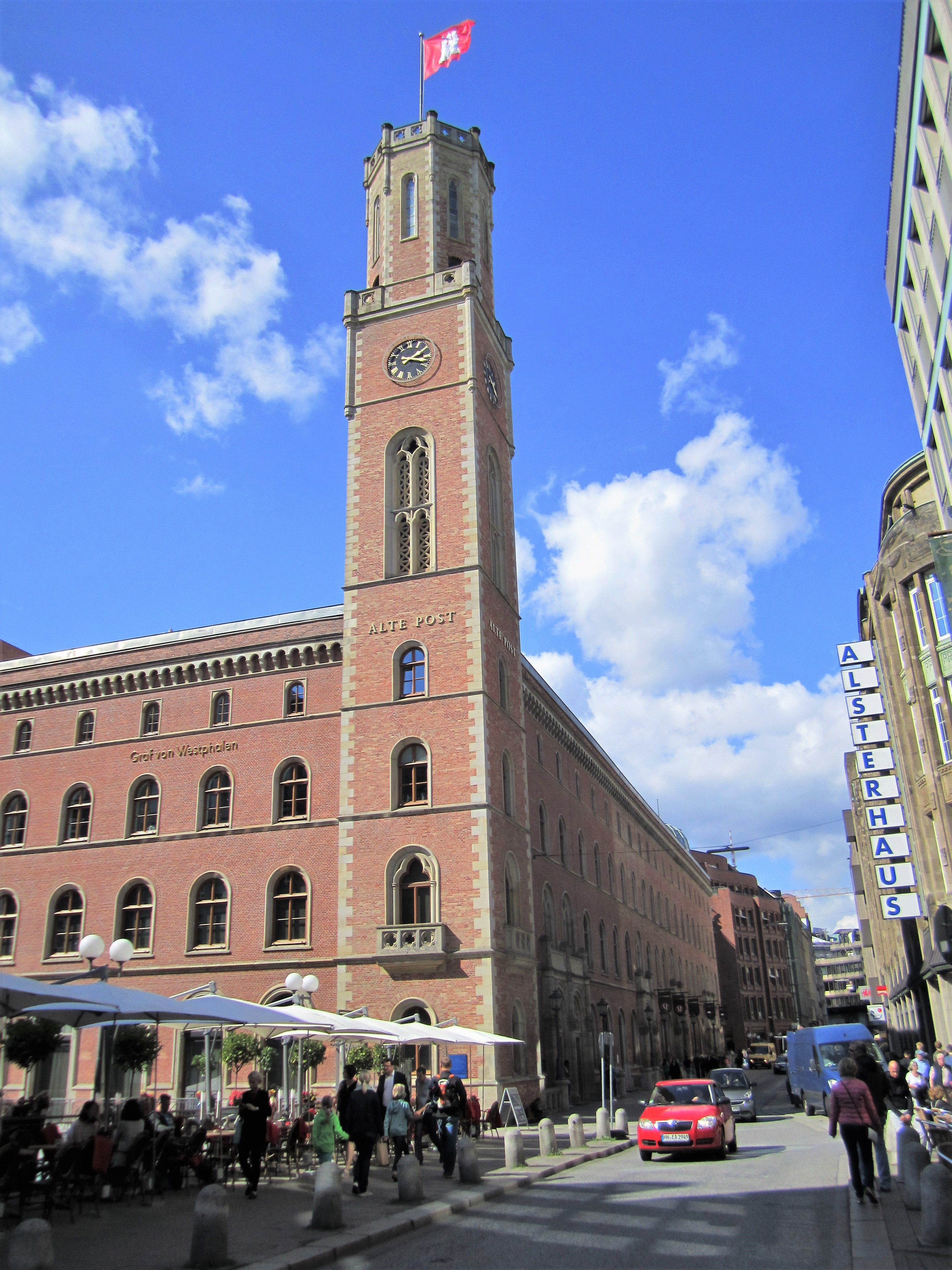
Alte Post

Der Sohn französischer Emigranten begann nach einer Zimmermannslehre 1818 ein Studium in Paris, das er nach kurzer Zeit in Karlsruhe bei Friedrich Weinbrenner fortsetzte. Reisen nach Italien und Griechenland folgten. Vor allem der Italienaufenthalt hatte dauerhafte Wirkungen auf seine Entwürfe (erwähnt seien hier das heute als „Alte Post“ bezeichnete Postgebäude und die Alsterarkaden). Nach seiner Rückkehr 1821 ließ er sich als Architekt in Hamburg nieder.
Seine 1826 mit sichtbaren Backsteinen für Senator Hudtwalcker errichteten Wohnhäuser in der ABC-Straße wurden mit Befremden aufgenommen: zu der Zeit war es üblich, die Schauseite der Häuser zu verputzen und lediglich die Fleetseite unverputzt zu lassen. Erst mit dem Umbau eines Landhauses für Karl Sieveking in Hamm (in Zusammenarbeit mit dem Maler Erwin Speckter) und dem Haus für August Abendroth am Neuen Jungfernstieg wurde seine Leistung anerkannt. Ein öffentliches Amt in der Baudeputation blieb ihm jedoch verwehrt. Er legte vielbeachtete Entwürfe z. B. für den Neubau des Johanneums auf dem Domplatz (1827) vor, die unter anderem von Schinkel hoch gelobt wurden, jedoch nicht zur Ausführung kamen, da der Leiter der Baudeputation, Carl Ludwig Wimmel, den Bau zugunsten eines eigenen Entwurfes verhinderte. Auf seinen Entwurf ist der Bau der Hamburger Stadtpost am Neuen Wall zurückzuführen, dessen Portal an den Nagelsweg versetzt wurde und dort unter Denkmalschutz steht.
Für die Hamburger Börse legte er 1838 einen Entwurf als Backsteinbau vor, der jedoch nicht realisiert wurde. 1838/39 lebte er kurzzeitig in London, wo er einen Entwurf für die dortige Börse erstellte, der im Wettbewerb den zweiten Platz erreichte. Nach seiner Rückkehr entstand das Amalienstift in St. Georg (1839/40).

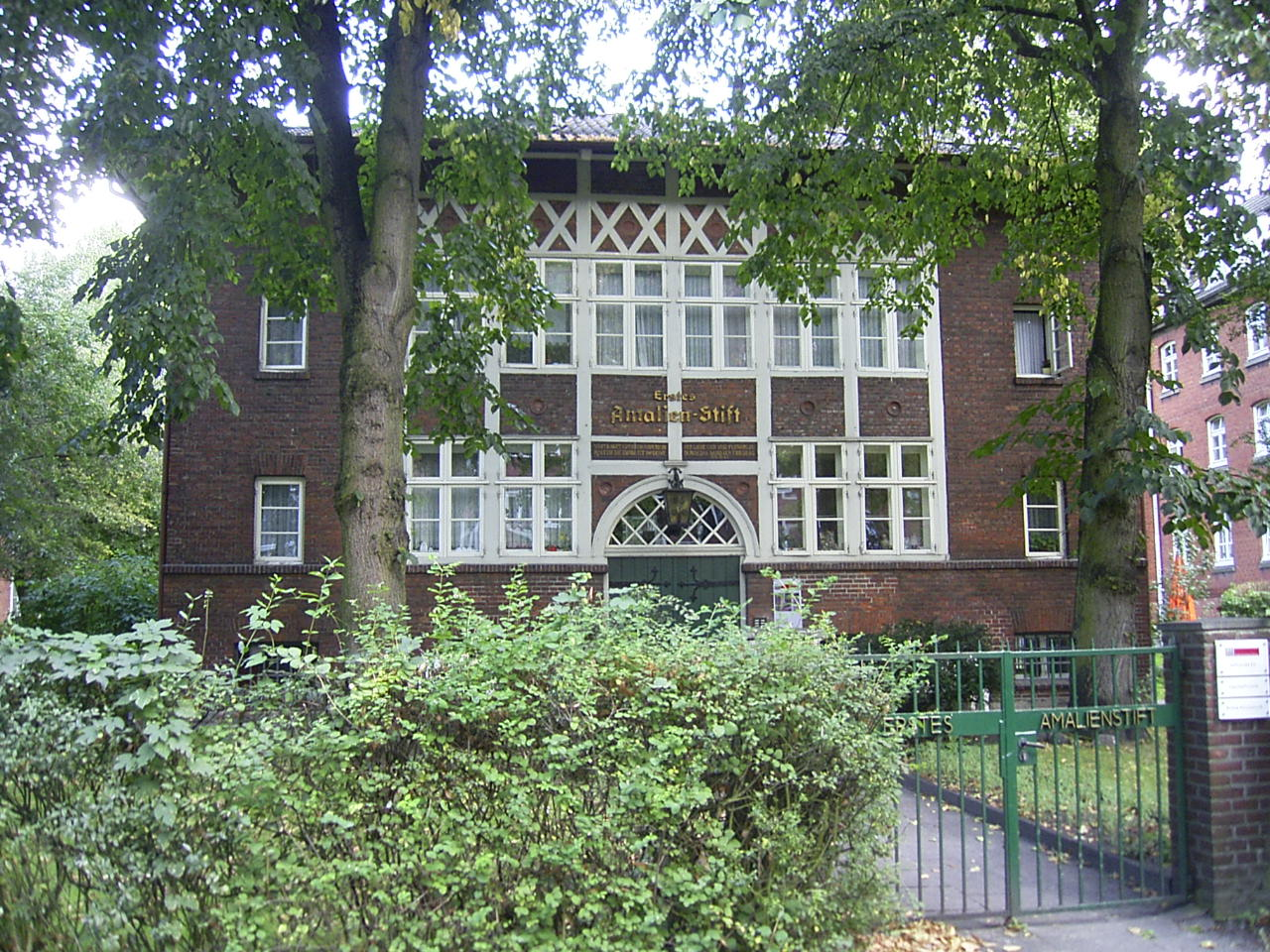
Das Amalienstift in St. Georg

Nach dem Großen Brand 1842 legte er einen Plan zur Neugestaltung des künftigen Rathausmarktes vor, von dem die Alsterarkaden tatsächlich ausgeführt wurden. Der Wiederaufbau der St.-Petri-Kirche nach deren weitgehender Zerstörung – erhalten blieben lediglich Teile der nördlichen Außenwand – erfolgte nach seinem Entwurf. 
In Backstein errichtete er außerdem das Kontorhaus für den Kaufmann Schemmann und den Bergedorfer und später Berliner Bahnhof in Hamburg. In kongenialer Zusammenarbeit mit dem Ingenieur William Lindley entstanden mehrere Bauten für die Hamburger Wasserversorgung.
Von 1847 bis 1850 verlegte Chateauneuf sein Tätigkeitsfeld nach Christiania (heute: Oslo) in Norwegen, der Heimat seiner Frau. Hier war er unter anderem am Umbau der Erlöserkirche tätig. Er kehrte erst kurz vor seinem Tod nach Hamburg zurück.
Fritz Schumacher, der noch den Nachlass Chateauneufs studieren konnte, bezeichnet dessen Werk als die „größte künstlerische Leistung Hamburgs im 19. Jahrhundert“. Hermann Hipp sieht in Chateauneuf denjenigen Architekten, der in Hamburg dem unverputzten Backstein wieder Geltung verschafft hat. Am Ende des 18. Jahrhunderts war es Mode geworden, Bauten mit einem Außenputz zu versehen. Etliche seiner Hamburger Bauten hatten wieder sichtbaren Backstein in den Fassaden, was anfangs öffentlich kontrovers diskutiert wurde. Auf seine Initiative hin gab es von der Patriotischen Gesellschaft 1836 einen Wettbewerb zur besseren und gleichmäßigen Beschaffenheit von Backsteinen, da er offenbar mit der Qualität der Steine unzufrieden war.

## Werke (Auswahl)

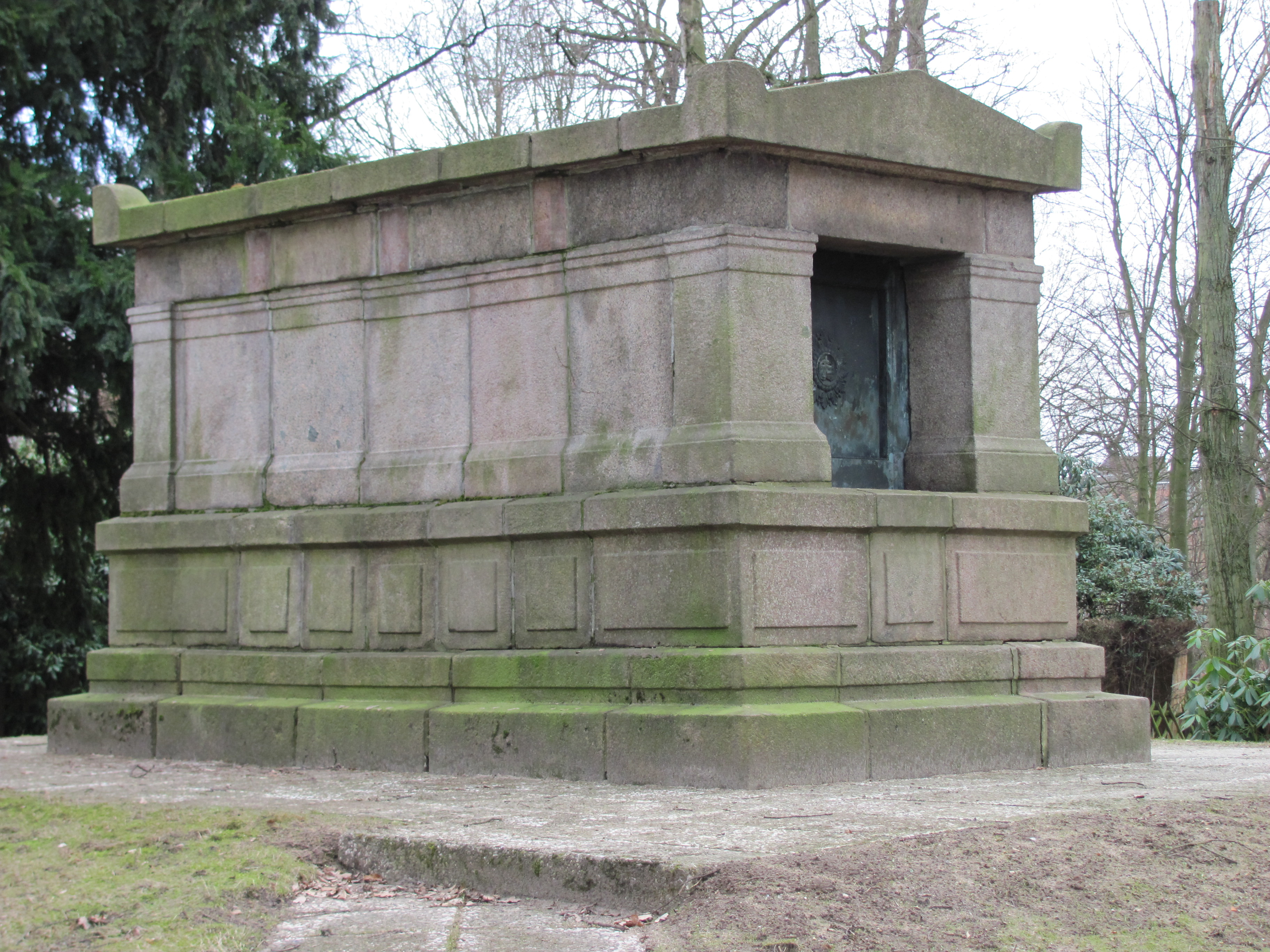
Sieveking-Grabmal in Hamburg-Hamm

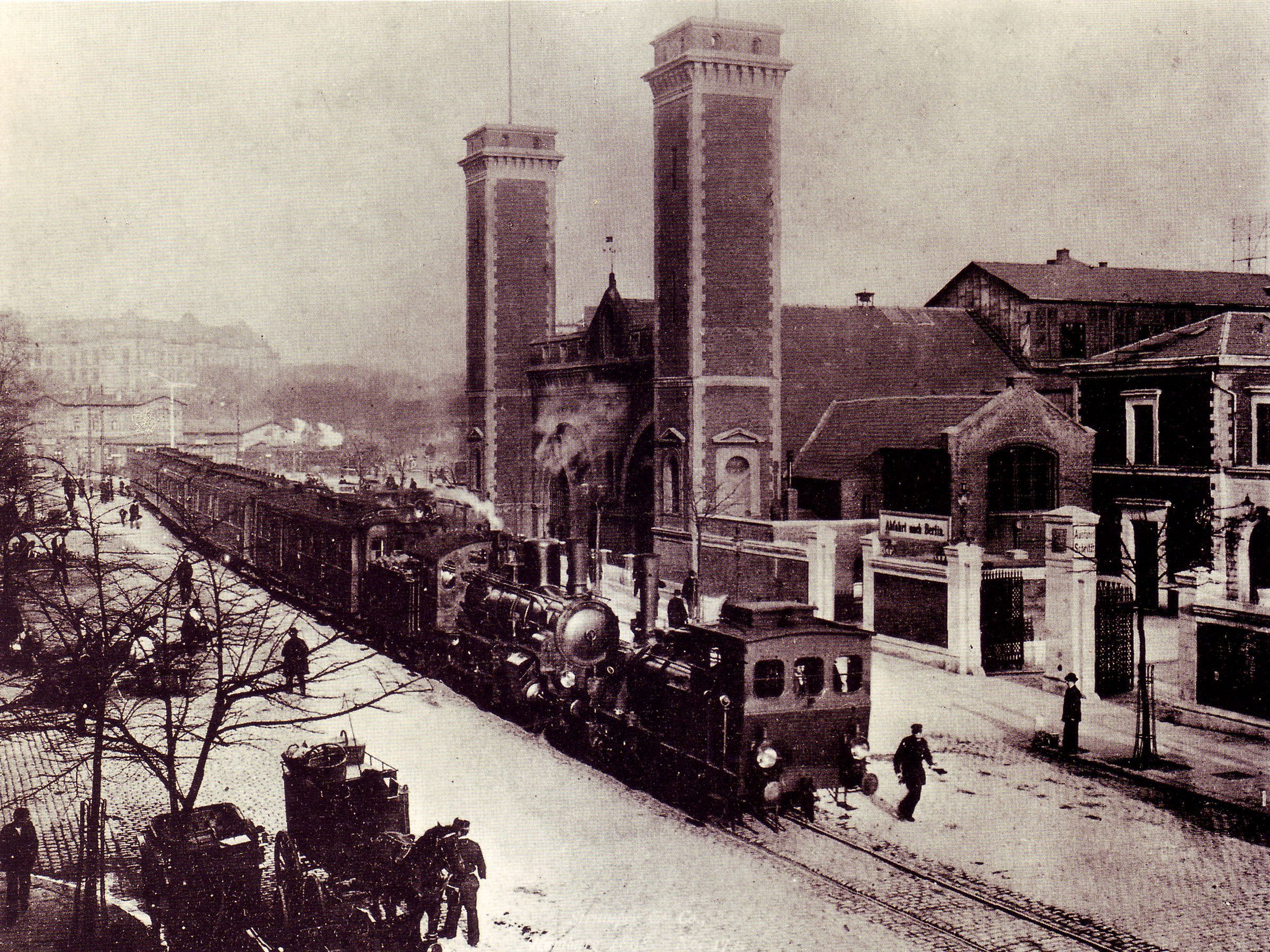
Berliner Bahnhof

Wasserturm Berliner Tor

- 1825: Umbau des Herrenhauses von Gut Sierhagen
- 1826: Stadtwohnhaus für Martin Hieronymus Hudtwalcker, ABC-Straße in Hamburg
- 1830: Posthaus am Neuen Wall in Hamburg (nicht erhalten)
- ab 1830: Umbau des Landhauses Sieveking und Bau weiterer Nebengebäude in Hamburg-Hamm, einschließlich Familiengrabmal auf dem Alten Hammer Friedhof
- 1830: Landhaus Chapeaurouge, Harvestehuder Weg
- 1832–1836: Stadtpalais für August Abendroth, Neuer Jungfernstieg 16 / Große Theaterstraße. Das Haus wurde 1905 abgerissen, Teile befinden sich im MKG
- 1833: Denkmal für Johann Georg Repsold in den Hamburger Wallanlagen
- ab 1834: Ausbau des Rauhen Hauses in Horn (Betsaal, Ökonomiehaus, Schweizerhaus)
- 1837: Sommerhaus für Carl August Friedrich Buchholz, Eschenburgstraße 39, Lübeck
- 1839/40: 1. Amalienstift, St. Georg (2. und 3. Amalienstift folgen 1842)
- 1841/42: Hamburger Bahnhof der Hamburg-Bergedorfer Eisenbahn, Alter Bahnhof Bergedorf
- 1842: Kleine Alster mit Treppenanlagen
- 1842/43: Stadthaus von Nicolaus Hudtwalcker, Hermannstraße 14
- 1844: Alsterarkaden
- 1844/45: Hornheimer Anstalten bei Kiel
- 1844–1849: Wiederaufbau der Hauptkirche St. Petri
- 1846: neues Posthaus (heute „Alte Post“ in der Poststraße)
- 1846–1849: Berliner Bahnhof auf dem heutigen Deichtorplatz
- 1848: Wasserturm und Maschinenhaus der Hamburger Stadtwasserkunst in Rothenburgsort
- 1848/49: Umbau der Erlöserkirche in Oslo
- um 1850: Kontorhaus für Daniel Schutte an der Ferdinandstraße 63 in Hamburg[4]
- 1850–1858: Dreifaltigkeitskirche in Oslo; vollendet von Wilhelm von Hanno[5]
- 1854: Wasserhochbehälter am Berliner Tor (abgerissen 1911)
- 1854: Badeanstalt Steinstraße in Hamburg (abgerissen um 1960)
- 1863/64: Osterkirche in Hamburg-Eilbek, nach Chateauneufs Entwurf vollendet durch Isaiah Wood

## Ehrungen

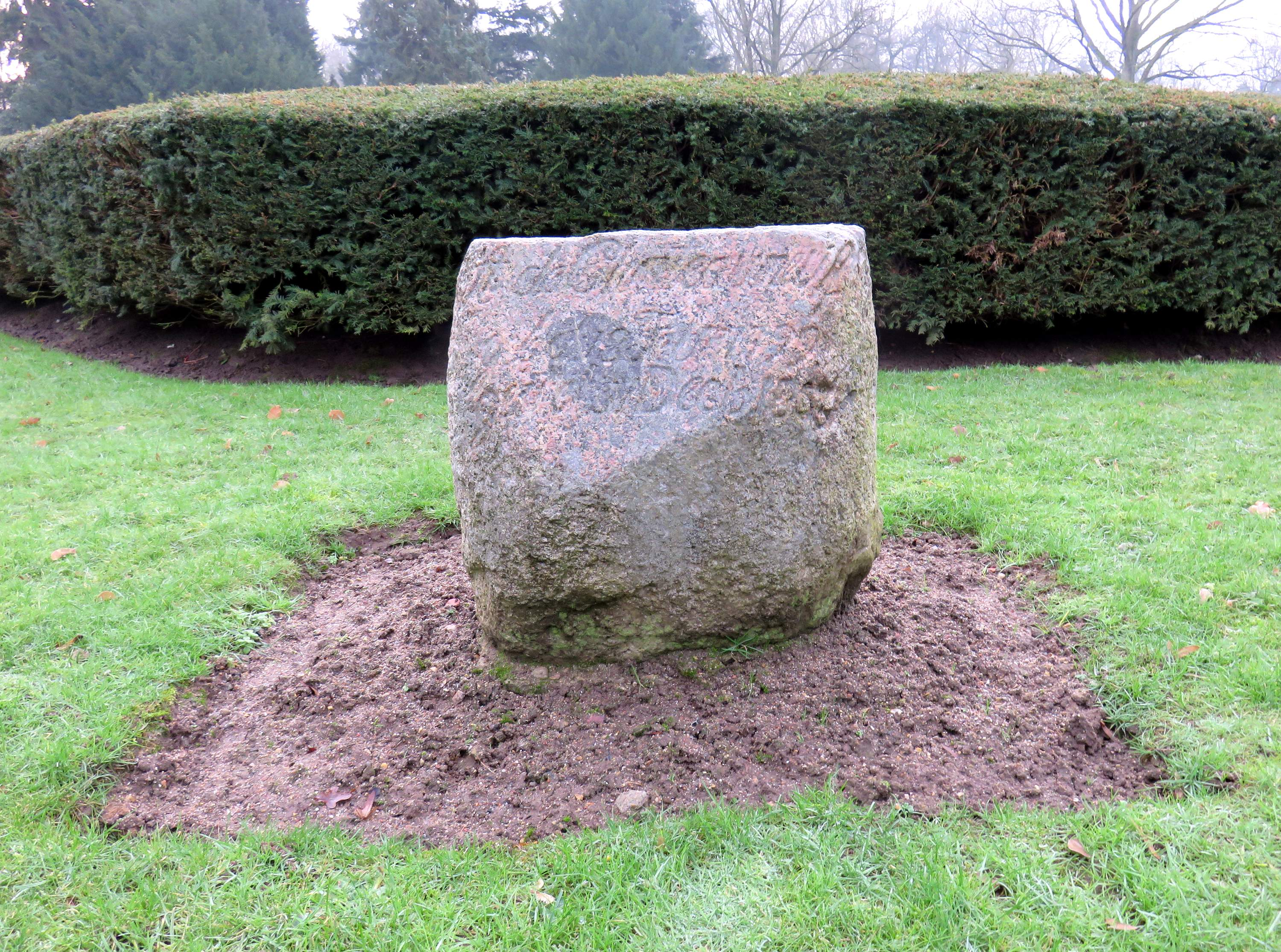
Grabmal Althamburgischer Gedächtnisfriedhof

Auf dem Friedhof Ohlsdorf befindet sich im Bereich des Althamburgischen Gedächtnisfriedhofs das Grabmal von Alexis de Chateauneuf. Die Chateauneufstraße in Hamburg-Hamm trägt ihm zu Ehren seinen Namen.
Seit 1999 verleiht der Architekten- und Ingenieurverein Hamburg die Chateauneuf-Medaille an Einzelpersonen oder ehrenamtlich tätige Institutionen, die sich für stadtbildprägende Bauten und Projekte eingesetzt haben.

## Schriften
- Architectura domestica. London: Ackermann & Co., Paris: Brockhaus & Avenarius, Hamburg: Meissener, 1839. 2°. (Volltext online)

## Ausstellungen (Auswahl)
- 2019: Hamburger Schule – Das 19. Jahrhundert neu entdeckt (12. April bis 14. Juli), Hamburger Kunsthalle